# محمود حسب‌الله
محمود حسب‌الله (انگلیسی: Mahmoud Hassaballah؛ زادهٔ ۲۲ نوامبر ۱۹۸۶) بازیکن هندبال مصری‌تبار اهل قطر است.